# Düffeldoffel
Düffeldoffel (auch geschrieben als Düffel-Doffel) ist ein vom SPD-Politiker Herbert Wehner geprägtes pejoratives Kunstwort.

## Entstehung
Das Wort entstand während einer Bundestagsdebatte im März 1980, als Redner Herbert Wehner durch den damaligen Fraktionsvorsitzenden der CDU, Helmut Kohl, während seiner Ausführungen unterbrochen wurde.

„Nun lassen Sie mich doch einmal ausreden, Sie Düffel-Doffel da!“

Die genaue Bedeutung des Wortes und Wehners Intention sind unklar. Ein Düffel bezeichnete früher ein dickes Wolltuch, abgeleitet von englischen Wort duffle (der Dufflecoat ist auch als Düffelmantel bekannt), es könnte sich daher um eine lautmalerische Anspielung auf eine vermutete Dickfelligkeit oder Stoffeligkeit Kohls gehandelt haben.

## Rezeption
Der „Düffeldoffel“ gilt als ein Paradebeispiel für Wehners wortgewaltige Rhetorik und Angriffe auf seine Parlamentskollegen, die ihm den Ruf des „größten Schimpfbolds im ganzen Bundestag“ einbrachten. In späteren Analysen und Berichten zur Stimmung und Streitkultur im Bundestag wurde diese Wortschöpfung immer wieder exemplarisch hervorgehoben.
Die altmärkischen SPD-Kreisverbände vergeben seit 2010 den Düffeldoffel als Karnevalsorden im Rahmen des politischen Aschermittwochs.